# Jaguar Racing
Jaguar Racing, actualmente conocida como Jaguar TCS Racing, es una escudería de automovilismo perteneciente a Jaguar Cars. Durante cinco temporadas la marca compitió en Fórmula 1, cosechando 2 podios y 49 puntos en 85 grandes premios. Desde 2016 compiten en el Campeonato Mundial de Fórmula E, resultando campeones del mundial de constructores en 2023-24, y subcampeones en 2020-21.

## Historia

### Fórmula 1
Constituida después de que Ford adquiriera el equipo Stewart Grand Prix de Jackie Stewart en junio de 1999, la escudería adoptó oficialmente el nombre de Jaguar en el 2000. Durante un tiempo bajo la dirección de Bobby Rahal, luego el equipo pasó a estar a las órdenes de Niki Lauda. Tras una reestructuración en noviembre de 2002, Lauda y otros 70 empleados del equipo fueron cesados. Los motores, bajo la denominación Cosworth, eran abastecidos por Ford.

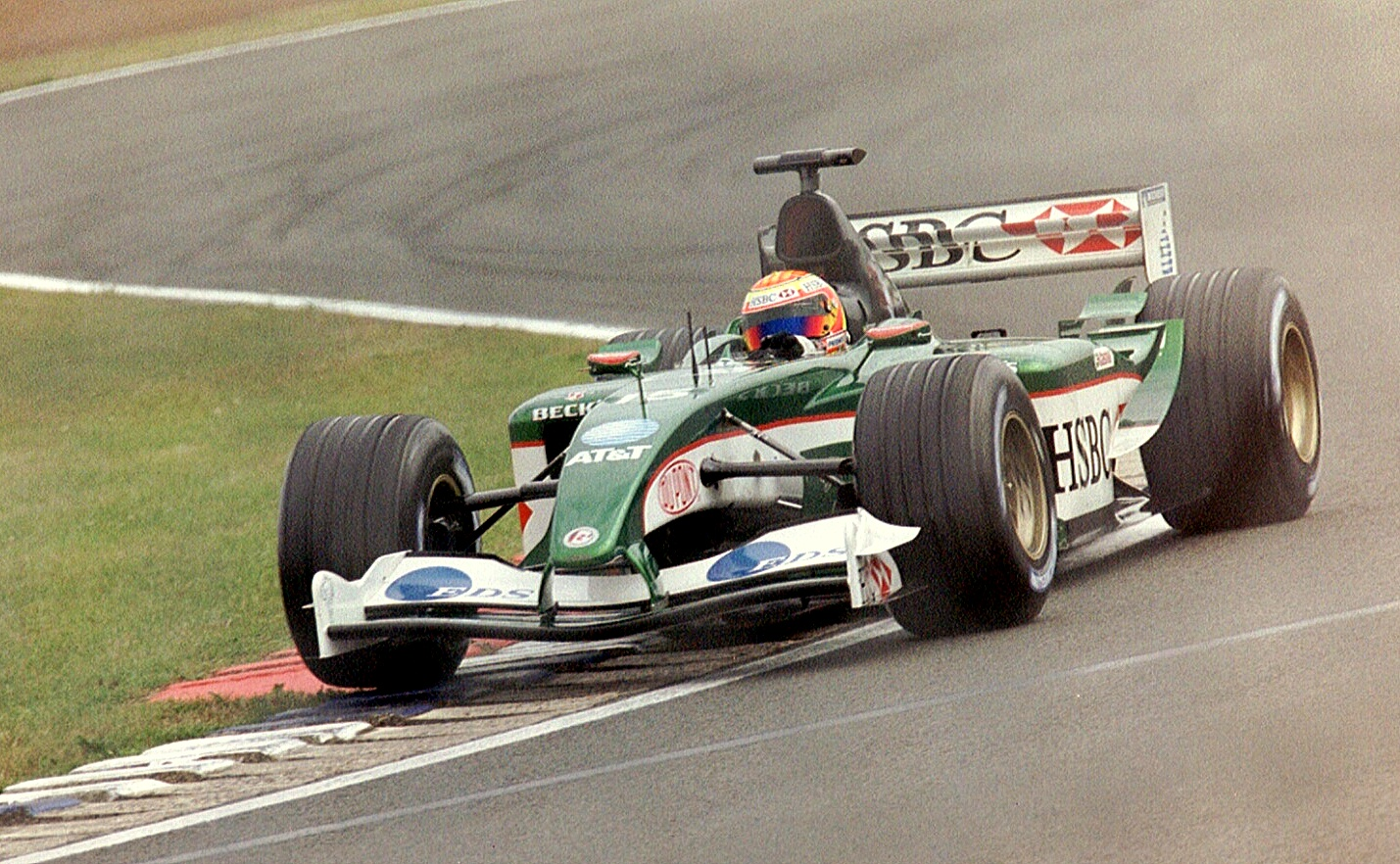
Antônio Pizzonia en el Gran Premio de Gran Bretaña de 2003.

2004 fue el último año de Jaguar en Fórmula 1, ya que Ford decidió poner la escudería a la venta tras decidir su salida de la máxima categoría. Tras el Gran Premio de Brasil de 2004, Bernie Ecclestone, Max Mosley y varios otros directivos y pilotos del mundo de la F1 firmaron sobre la carrocería del bólido, tras lo cual los mecánicos anunciaron su intención de subastarlo en eBay y donar lo recaudado a obras de caridad.
A pesar de las grandes inversiones realizadas en el equipo, Jaguar nunca logró sobresalir en la Fórmula 1, al punto de no haber ganado ningún Gran Premio en sus 5 años de existencia. Tampoco obtuvo pole positions, y sus dos únicos podios fueron logrados por Eddie Irvine, quien se encontraba en el ocaso de su carrera.
Los pilotos más satisfactorios en la historia del equipo fueron el mencionado Eddie Irvine con 18 puntos, Mark Webber con 24 puntos y Pedro de la Rosa con 3 puntos.
El 15 de noviembre de 2004, la marca Red Bull confirmó la compra de la escudería Jaguar a Ford. El nuevo equipo pasó a llamarse Red Bull Racing, utilizando el mismo proveedor de motores en su primera temporada, Cosworth. La compra se realizó por US$1 simbólico, el día de cierre de las inscripciones para 2005.

### Fórmula E

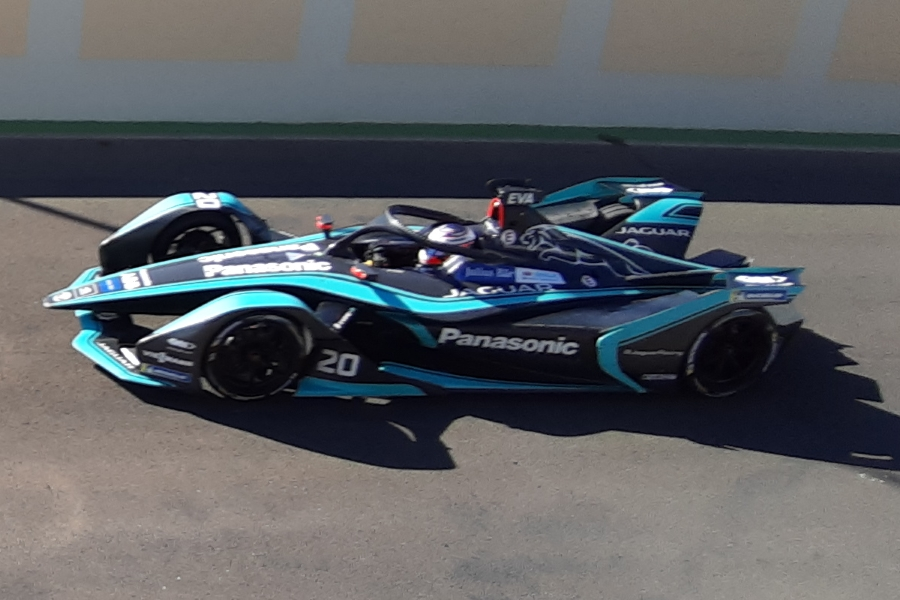
Evans con Jaguar en Marrakesch 2019.

A partir del 2016 participa en Fórmula E luego de 12 años de ausencia en competiciones. James Barclay es el director del equipo y Craig Wilson el director de carreras. En su año debut, con Mitch Evans y Adam Carroll como pilotos, obtuvo el décimo puesto del campeonato de equipos con 27 puntos.
Los pilotos titulares de la temporada 2017-2018 fueron Nelson Piquet Jr. y el propio Evans, quien obtuvo el primer podio de Jaguar en Fórmula E, en Hong Kong. Desde 2019, Alex Lynn ocupa el lugar que dejó Piquet tras abandonar la estructura.
Evans logró la primera victoria de la historia de la escudería en el ePrix de Roma, sobre André Lotterer y Stoffel Vandoorne.

## Monoplazas

### Fórmula 1
La siguiente galería muestra los modelos utilizados por Jaguar Racing en Fórmula 1.
|                  |
| Jaguar R1 (2000) |

|                  |
| Jaguar R2 (2001) |

|                  |
| Jaguar R3 (2002) |

|                  |
| Jaguar R4 (2003) |

|                  |
| Jaguar R5 (2004) |

### Fórmula E
La siguiente galería muestra los modelos utilizados por Jaguar Racing en Fórmula E.
|                                 |
| Spark-Jaguar I-Type 1 (2016-17) |

|                                  |
| Spark-Jaguar I-Type II (2017-18) |

|                                   |
| Spark-Jaguar I-Type III (2018-19) |

## Resultados

### Fórmula 1
(Clave) (negrita indica pole position) (cursiva indica vuelta rápida)

| Año     | Chasis | Motor                                       | Neu. | N.º | Pilotos          | 1   | 2   | 3   | 4   | 5   | 6   | 7   | 8   | 9   | 10  | 11  | 12  | 13  | 14  | 15  | 16  | 17  | 18  | Puntos | Pos. |
| ------- | ------ | ------------------------------------------- | ---- | --- | ---------------- | --- | --- | --- | --- | --- | --- | --- | --- | --- | --- | --- | --- | --- | --- | --- | --- | --- | --- | ------ | ---- |
| 2000    | R1     | Cosworth CR-2 3.0 V10                       | B    |     |                  | AUS | BRA | SMR | GBR | ESP | EUR | MON | CAN | FRA | AUT | GER | HUN | BEL | ITA | USA | JPN | MYS |     | 4      | 9.º  |
| 2000    | R1     | Cosworth CR-2 3.0 V10                       | B    | 7   | Eddie Irvine     | Ret | Ret | 7   | 13  | 11  | Ret | 4   | 13  | 13  | PO  | 10  | 8   | 10  | Ret | 7   | 8   | 6   |     | 4      | 9.º  |
| 2000    | R1     | Cosworth CR-2 3.0 V10                       | B    | 7   | Luciano Burti    |     |     |     |     |     |     |     |     |     | 11  |     |     |     |     |     |     |     |     | 4      | 9.º  |
| 2000    | R1     | Cosworth CR-2 3.0 V10                       | B    | 8   | Johnny Herbert   | Ret | Ret | 10  | 12  | 13  | 11  | 9   | Ret | Ret | 7   | Ret | Ret | 8   | Ret | 11  | 7   | Ret |     | 4      | 9.º  |
| 2001    | R2     | Cosworth CR-3 3.0 V10                       | M    |     |                  | AUS | MYS | BRA | SMR | ESP | AUT | MON | CAN | EUR | FRA | GBR | GER | HUN | BEL | ITA | USA | JPN |     | 9      | 8.º  |
| 2001    | R2     | Cosworth CR-3 3.0 V10                       | M    | 18  | Eddie Irvine     | 11  | Ret | Ret | Ret | Ret | 7   | 3   | Ret | 7   | Ret | 9   | Ret | Ret | Ret | Ret | 5   | Ret |     | 9      | 8.º  |
| 2001    | R2     | Cosworth CR-3 3.0 V10                       | M    | 19  | Luciano Burti    | 8   | 10  | Ret | 11  |     |     |     |     |     |     |     |     |     |     |     |     |     |     | 9      | 8.º  |
| 2001    | R2     | Cosworth CR-3 3.0 V10                       | M    | 19  | Pedro de la Rosa |     |     |     |     | Ret | Ret | Ret | 6   | 8   | 14  | 12  | Ret | 11  | Ret | 5   | 12  | Ret |     | 9      | 8.º  |
| 2002    | R3     | Cosworth CR-3 3.0 V10 Cosworth CR-4 3.0 V10 | M    |     |                  | AUS | MYS | BRA | SMR | ESP | AUT | MON | CAN | EUR | GBR | FRA | GER | HUN | BEL | ITA | USA | JPN |     | 8      | 7.º  |
| 2002    | R3     | Cosworth CR-3 3.0 V10 Cosworth CR-4 3.0 V10 | M    | 16  | Eddie Irvine     | 4   | Ret | 7   | Ret | Ret | Ret | 9   | Ret | Ret | Ret | Ret | Ret | Ret | 6   | 3   | 10  | 9   |     | 8      | 7.º  |
| 2002    | R3     | Cosworth CR-3 3.0 V10 Cosworth CR-4 3.0 V10 | M    | 17  | Pedro de la Rosa | 8   | 10  | 8   | Ret | Ret | Ret | 10  | Ret | 11  | 11  | 9   | Ret | 13  | Ret | Ret | Ret | Ret |     | 8      | 7.º  |
| 2003    | R4     | Cosworth CR-5 3.0 V10                       | M    |     |                  | AUS | MYS | BRA | SMR | ESP | AUT | MON | CAN | EUR | FRA | GBR | GER | HUN | ITA | USA | JPN |     |     | 18     | 7.º  |
| 2003    | R4     | Cosworth CR-5 3.0 V10                       | M    | 14  | Mark Webber      | Ret | Ret | 9†  | Ret | 7   | 7   | Ret | 7   | 6   | 6   | 14  | 11† | 6   | 7   | Ret | 11  |     |     | 18     | 7.º  |
| 2003    | R4     | Cosworth CR-5 3.0 V10                       | M    | 15  | Antônio Pizzonia | 13  | Ret | Ret | 14  | Ret | 9   | Ret | 10† | 10  | 10  | Ret |     |     |     |     |     |     |     | 18     | 7.º  |
| 2003    | R4     | Cosworth CR-5 3.0 V10                       | M    | 15  | Justin Wilson    |     |     |     |     |     |     |     |     |     |     |     | Ret | Ret | Ret | 8   | 13  |     |     | 18     | 7.º  |
| 2004    | R5     | Cosworth CR-6 3.0 V10                       | M    |     |                  | AUS | MYS | BHR | SMR | ESP | MON | EUR | CAN | USA | FRA | GBR | GER | HUN | BEL | ITA | CHN | JPN | BRA | 10     | 7.º  |
| 2004    | R5     | Cosworth CR-6 3.0 V10                       | M    | 14  | Mark Webber      | Ret | Ret | 8   | 13  | 12  | Ret | 7   | Ret | Ret | 9   | 8   | 6   | 10  | Ret | 9   | 10  | Ret | Ret | 10     | 7.º  |
| 2004    | R5     | Cosworth CR-6 3.0 V10                       | M    | 15  | Christian Klien  | 11  | 10  | 14  | 14  | Ret | Ret | 12  | 9   | Ret | 11  | 14  | 10  | 13  | 6   | 13  | Ret | 12  | 14  | 10     | 7.º  |
| Fuente: |        |                                             |      |     |                  |     |     |     |     |     |     |     |     |     |     |     |     |     |     |     |     |     |     |        |      |

### Fórmula E
(Clave) (negrita indica pole position) (cursiva indica vuelta rápida)

| Año     | Chasis                    | Neu. | N.º | Pilotos            | 1   | 2   | 3   | 4   | 5   | 6     | 7     | 8      | 9      | 10      | 11      | 12  | 13  | 14  | 15  | 16  | Puntos | Pos. |
| ------- | ------------------------- | ---- | --- | ------------------ | --- | --- | --- | --- | --- | ----- | ----- | ------ | ------ | ------- | ------- | --- | --- | --- | --- | --- | ------ | ---- |
| 2016-17 | Spark-Jaguar I-Type 1     | M    |     |                    | HNK | MAR | BUE | MEX | MON | PAR   | BER   | BER    | NYC    | NYC     | MTL     | MTL |     |     |     |     | 27     | 10.º |
| 2016-17 | Spark-Jaguar I-Type 1     | M    | 20  | Mitch Evans        | Ret | 17  | 13  | 4   | 10  | 9     | Ret   | 17     | Ret    | Ret     | 7       | 12  |     |     |     |     | 27     | 10.º |
| 2016-17 | Spark-Jaguar I-Type 1     | M    | 47  | Adam Carroll       | 12  | 14  | 17  | 8   | 14  | 15    | 14    | 16     | 10     | 11      | 16      | 14  |     |     |     |     | 27     | 10.º |
| 2017-18 | Spark-Jaguar I-Type 2     | M    |     |                    | HKG | HKG | MAR | SAN | MEX | PDE   | ROM   | PAR    | BER    | ZUR     | NYC     | NYC |     |     |     |     | 119    | 6.º  |
| 2017-18 | Spark-Jaguar I-Type 2     | M    | 3   | Nelson Piquet, Jr. | 4   | 12  | 4   | 6   | 4   | Ret   | Ret   | Ret    | 12     | Ret     | Ret     | 7   |     |     |     |     | 119    | 6.º  |
| 2017-18 | Spark-Jaguar I-Type 2     | M    | 20  | Mitch Evans        | 12  | 3   | 11  | 7   | 6   | 4     | 9     | 15     | 6      | 7       | Ret     | 6   |     |     |     |     | 119    | 6.º  |
| 2018-19 | Spark-Jaguar I-Type 3     | M    |     |                    | ALD | MAR | SAN | MEX | HKG | SNY   | ROM   | PAR    | MON    | BER     | BRN     | NYC | NYC |     |     |     | 116    | 7.º  |
| 2018-19 | Spark-Jaguar I-Type 3     | M    | 3   | Nelson Piquet, Jr. | 10  | 14  | 11  | Ret | Ret | Ret   |       |        |        |         |         |     |     |     |     |     | 116    | 7.º  |
| 2018-19 | Spark-Jaguar I-Type 3     | M    | 3   | Alex Lynn          |     |     |     |     |     |       | 12    | Ret    | 8      | Ret     | 7       | Ret | 16  |     |     |     | 116    | 7.º  |
| 2018-19 | Spark-Jaguar I-Type 3     | M    | 20  | Mitch Evans        | 4   | 9   | 6   | 7   | 7   | 9     | 1     | 16     | 6      | 12      | 2       | 2   | 17  |     |     |     | 116    | 7.º  |
| 2019-20 | Spark-Jaguar I-Type 4     | M    |     |                    | DIR | DIR | SAN | MEX | MAR | BER I | BER I | BER II | BER II | BER III | BER III |     |     |     |     |     | 81     | 7.º  |
| 2019-20 | Spark-Jaguar I-Type 4     | M    | 20  | Mitch Evans        | 10  | 18  | 3   | 1   | 6   | 13    | 12    | 9      | 7      | 7       | 11      |     |     |     |     |     | 81     | 7.º  |
| 2019-20 | Spark-Jaguar I-Type 4     | M    | 51  | James Calado       | 16  | 7   | 8   | DSQ | 16  | 15    | 20    | Ret    | 17     |         |         |     |     |     |     |     | 81     | 7.º  |
| 2019-20 | Spark-Jaguar I-Type 4     | M    | 51  | Tom Blomqvist      |     |     |     |     |     |       |       |        |        | 12      | 17      |     |     |     |     |     | 81     | 7.º  |
| 2020-21 | Spark-Jaguar I-Type 5     | M    |     |                    | DIR | DIR | ROM | ROM | VAL | VAL   | MON   | PUE    | PUE    | NYC     | NYC     | LON | LON | BER | BER |     | 177    | 2.º  |
| 2020-21 | Spark-Jaguar I-Type 5     | M    | 10  | Sam Bird           | Ret | 1   | 2   | Ret | DSQ | 14    | 7     | Ret    | 12     | 9       | 1       | Ret | Ret | Ret | 7   |     | 177    | 2.º  |
| 2020-21 | Spark-Jaguar I-Type 5     | M    | 20  | Mitch Evans        | 3   | Ret | 3   | 6   | Ret | 19    | 3     | 8      | 9      | Ret     | 13      | 14  | 3   | 3   | Ret |     | 177    | 2.º  |
| 2021-22 | Spark-Jaguar I-Type 5     | M    |     |                    | DIR | DIR | MEX | ROM | ROM | MON   | BER   | BER    | YAK    | MAR     | NYC     | NYC | LON | LON | SEÚ | SEÚ | 231    | 4.º  |
| 2021-22 | Spark-Jaguar I-Type 5     | M    | 9   | Mitch Evans        | 10  | 21  | 19  | 1   | 1   | 2     | 5     | 10     | 1      | 3       | 11      | 3   | 5   | Ret | 1   | 7   | 231    | 4.º  |
| 2021-22 | Spark-Jaguar I-Type 5     | M    | 10  | Sam Bird           | 4   | 15  | 15  | 5   | Ret | Ret   | 7     | 11     | 10     | 9       | 7       | 5   | Ret | 8   | INJ | INJ | 231    | 4.º  |
| 2021-22 | Spark-Jaguar I-Type 5     | M    | 10  | Norman Nato        |     |     |     |     |     |       |       |        |        |         |         |     |     |     | 13  | 14  | 231    | 4.º  |
| 2022-23 | Fórmula E-Jaguar I-Type 6 | H    |     |                    | MEX | DIR | DIR | HYD | CAB | SÃO   | BER   | BER    | MON    | YAK     | YAK     | PRT | ROM | ROM | LON | LON | 292    | 2.º  |
| 2022-23 | Fórmula E-Jaguar I-Type 6 | H    | 9   | Mitch Evans        | 8   | 10  | 7   | Ret | 11  | 1     | 1     | 4      | 2      | Ret     | 3       | 4   | 1   | Ret | 1   | 2   | 292    | 2.º  |
| 2022-23 | Fórmula E-Jaguar I-Type 6 | H    | 10  | Sam Bird           | Ret | 3   | 4   | Ret | DNS | 3     | 2     | 19     | 16     | 20      | DNS     | 17  | Ret | 3   | 4   | 7   | 292    | 2.º  |
| Fuente: |                           |      |     |                    |     |     |     |     |     |       |       |        |        |         |         |     |     |     |     |     |        |      |